# Су (паровоз)
Су (от рус. сормовский усиленный; прозвища — «сушка», «советский Прери»; модификация Сум имела прозвище «сумка») — советский пассажирский паровоз типа 1-3-1, выпускавшийся с 1924 по 1951 гг.
Спроектирован в КБ Коломенского завода (КМЗ), на базе лучшего однотипного курьерского паровоза Российской империи —серии Св) . В сравнении с прототипом (Св), в результате проектных изменений, явился универсальным пассажирским паровозом качественно нового конструктивного исполнения и первым паровозом, созданным в СССР, одинаково пригодным для работы в скорых и тяжёлых (многовагонных) пассажирских поездах (дальнего следования и пригородных). В серийном производстве с 1925 г. Су вышел на линии в то время, когда СССР, быстро оправившись от тяжёлых последствий империалистической и гражданской войн, креп и выходил на широкий путь технической реконструкции промышленности и сельского хозяйства. Су оказался в техническом отношении значительным шагом вперёд по сравнению с прежними паровозами, открыл собой дальнейший ряд достижений советской паровозостроительной техники. С начала 1930-х гг. — наиболее распространённый типовой пассажирский паровоз на сети дорог СССР. По сравнению с другими пассажирскими паровозами, Су выгодно отличался лучшей обеспеченностью паром при самой форсированной работе котла и малым расходом топлива, вызывая восхищение паровозных бригад. В период эксплуатации, в целях повышения эксплуатационных характеристик и технологичности производства, базовая конструкция паровоза, поэтапно подверглась четырём проектным модернизациям, и соответственно паровозы серии Су выпускались — в пяти проектных вариантах: «1-го выпуска» (проекты 1925 и 1926 гг.); «2-го выпуска» (проект 1932 г.); «3-го выпуска» (проекты 1934 г., включая серийную модификацию Сум); «4-го выпуска» (проект 1947 г.). В системе НКПС СССР, с 1932 г. (после создания паровоза серии ИС). — паровозы Су были переведены из категории «мощных», в категорию паровозов «средней мощности». В годы Великой Отечественной войны — водили санитарные поезда. В послевоенные годы, работа на Су — привилегия заслуженных машинистов с довоенным стажем работы. Использовались в поездной работе на главных линиях — до конца 1960-х, а на второстепенных линиях — примерно до 1978 г. (ТЧ «Шепетовка»). По эксплуатационно-экономическим показателям Су (особенно 3-го и 4-го выпусков) соответствует лучшим мировым образцам пассажирских паровозов.

## История создания
В конце Первой мировой войны Российские паровозостроительные заводы полностью прекратили выпуск пассажирских паровозов, полностью переключившись на выпуск грузовых серии Э.
После гражданской войны, в условиях топливного дефицита, при общем обеднении страны и невозможности вследствие этого поднимать пассажирские тарифы, НКПС был вынужден при наблюдающемся росте пассажирского потока, вместо увеличения числа поездов идти по пути увеличения их составов. Это обстоятельство требовало ввода в эксплуатацию более мощных пассажирских паровозов, чем курьерские типа 1-3-1, серии С, оптимизированных для работы в лёгких скоростных поездах. В сложившихся условиях, одним из основных требований к перспективному пассажирскому паровозу, выдвигалась возможность его отопления низкосортными угольными смесями, что могло быть обеспечено увеличением площади колосниковой решётки, а значит и существенным увеличением веса топочной части котла. В то время, в практике русского и советского паровозостроения повсеместно применялась топка системы «Бельпер», которая при всех своих достоинствах, в случае увеличения проектного объёма, становилась невыгодной в весовом отношении.
В 1923 г. Завод «Красный путиловец», в Петрограде возобновил постройку пассажирских 3-цилиндровых паровозов типа 2-3-1, «Пасифик», серии Лп. Однако, из-за сложности паровой машины и неприспособленности к угольному отоплению, их было построено только несколько десятков. Поэтому, в этом же году, на этом заводе, под руководством инженера — А. С. Раевского, — началась разработка проекта более, мощного, 3-цилиндрового паровоза типа 2-4-0 «Мастодонт» приспособленного для угольного отопления.
В 1924 г. основу парка грузовых паровозов на сети дорог СССР составили новые паровозы серии Э, которые строили все заводы, за исключением завода «Красный путиловец». При этом, не восполняемый парк пассажирских паровозов перестал обеспечивать потребности в пассажирских перевозках. В связи с насыщением сети дорог паровозами серии Э, которые стали «Основным типом товарного паровоза», заказ НКПС на их постройку значительно сократился, и появилась возможность загрузить заводы заказом на постройку необходимых для сети дорог перспективных мощных пассажирских паровозов. НКПС, в целях ускоренного выполнения заказа, потребовал, чтобы тип пассажирского паровоза, конструктивно, максимально соответствовал производственным возможностям советских паровозостроительных заводов. В то время, разработка на Ленинградском заводе «Красный Путиловец» проекта пассажирского паровоза типа 2-4-0 задерживалась, в связи со сложностью его конструкции и трагической гибелью Главного конструктора А. С. Раевского. В конструктивно-технологическом отношении тип 2-4-0, являлся преемником типа 2-3-1 и мог быть быстро освоен в серии только на Ленинградском заводе, имеющем уникальную производственно-технологическую базу, сформированную в процессе производства паровозов типа 2-3-1. Представители заводов (кроме Путиловского), настаивали на постройке, вместо паровозов серии Э, таких пассажирских паровозов, к изготовлению которых они были бы наиболее подготовлены. Таковым паровозом, в конструктивно-технологическом отношении являлся тип 1-3-1, серии С. Однако, возобновлять производство паровозов серии С, и даже Св, на уровне НКПС было признано нецелесообразным, поскольку эти паровозы являлись курьерскими, рассчитанными для работы в лёгких, скоростных поездах, при отоплении их углями высокой сортности. Таким образом, в 1924 году, назревала крайне нежелательная, с экономической и политической точек зрения, тенденция сокращения производства паровозов. Начало постройки паровоза типа 2-4-0 ожидалось в 1926÷1927 гг. на единственном заводе. В этой связи, КБ Коломенского машиностроительного завода (КМЗ), было выдано задание разработать проекты, более простых в конструктивном отношении, мощных пассажирских паровозе типов 1-4-1 «Микадо» и 1-3-1 «Прери».

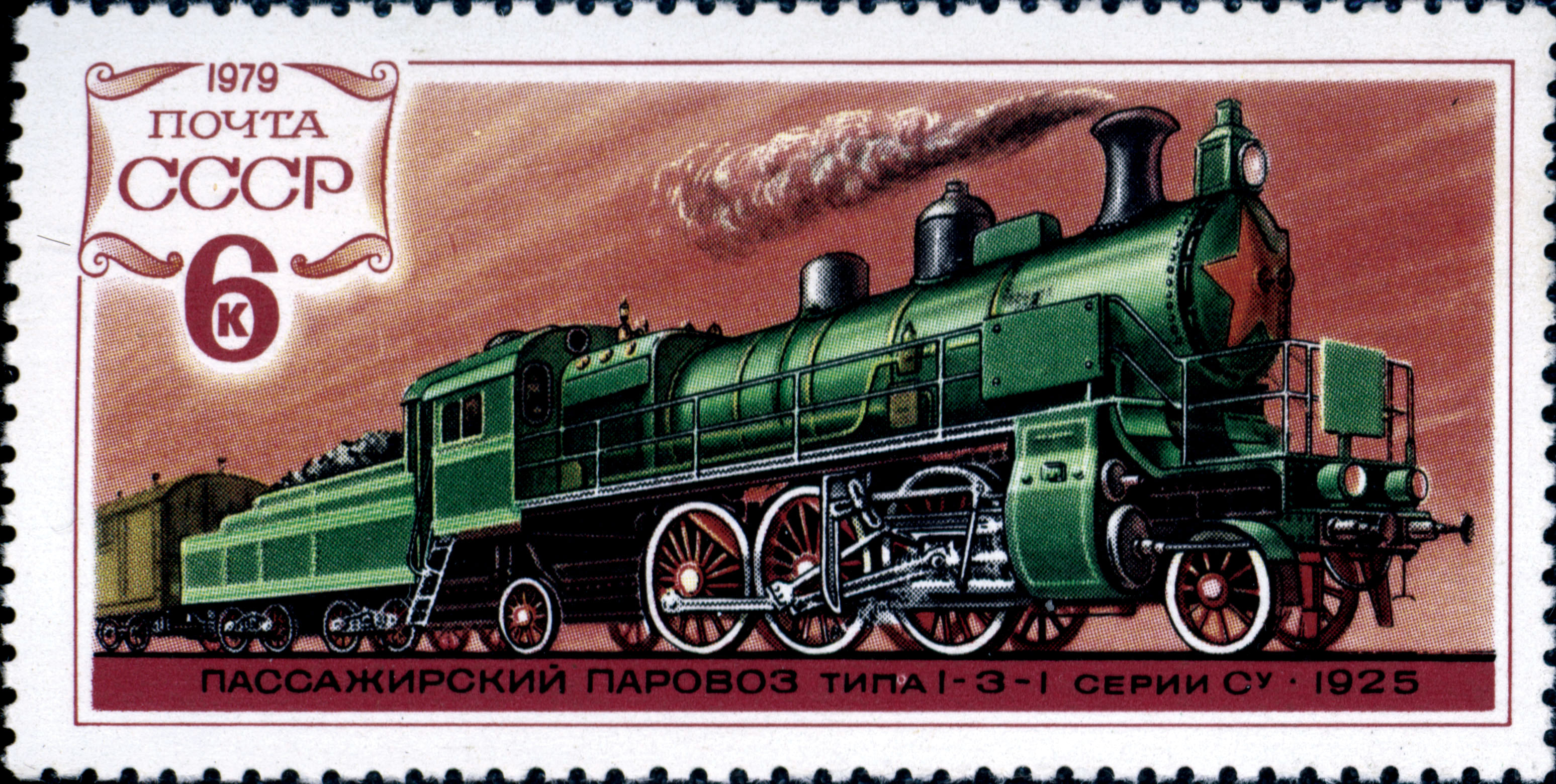
Почтовая марка СССР, изображающая паровоз С^{у} типа 1-3-1. Серия «История отечественного паровозостроения»

При разработке пассажирского типа 1-4-1, выяснилось, что при допустимых в то время осевых нагрузках (не более 17,5 т.), тип 1-4-1 не обеспечит какого либо преимущества в сравнении с типом 1-3-1, поскольку четвёртая сцепная колёсная пара, за счёт увеличения сцепной колёсной базы, позволяла только удлинить цилиндрическую часть котла, а размеры топочной части оставались такими-же как на типе 1-3-1, при этом сцепной вес паровоза увеличивался незначительно, и средняя осевая нагрузка на движущую ось оказывалась значительно меньше, чем у типа 1-3-1, что при сохранении неизменными параметров цилиндров — делало паровоз склонным к боксованию. В этом состоит основная причина отсутствия на сети дорог СССР пассажирских и грузовых паровозов типа 1-4-1.
В итоге, НКПС сделал окончательный выбор в пользу испытанного типа 1-3-1, выбрав в качестве прототипа, курьерский паровоз видоизменённой серии Св, (проект КМЗ на базе паровоза серии С), и выпускавшийся серийно этим заводом. По эксплуатационным показателям Св значительно превосходил своего предшественника. Конструктивными преимуществами серии Св по сравнению с серией С являлись: меньшее сопротивление и более плавное прохождение по кривым вследствие того, что вместо передней тележки системы «Цара-Краус», применена тележка системы «Краусс-Гельмгольц»; задняя поддерживающая ось паровоза Св установлена на тележке системы «Биссель», тогда как у паровоза С — жёстко в одной общей раме со сцепными осями; конструктивные параметры паровозной машины и парораспределительного механизма изменены по результатам опытных испытаний группы пассажирских паровозов, произведенных в 1913 г.
В 1924 г. На Коломенском заводе, в кратчайшие сроки, был разработан проект нового пассажирского паровоза типа 1-3-1, под общим руководством начальника паровозного отдела завода — инженера П. И. Тахтаулова. Рабочее проектирование паровоза осуществлялось под руководством главного конструктора паровозного отдела — К. Н. Сушкина и ведущих специалистов паровозного отдела: С. Ф. Макарова, Л. С. Лебедянского, В. Е. Хлебникова (создателя котлов оригинальных конструкций) — ведущего конструктора по новому котлу с увеличенной топкой, и других.[5]стр. 132÷133.
При разработке проекта нового типа 1-3-1, учитывалась необходимость обслуживать составы поездов большего веса и использовать низкосортные угли, преследовалась цель — приспособить паровоз к работе на низкосортном топливе (путём значительного увеличения площади колосниковой решётки) повысить перегрев пара (для повышения к.п.д. котла) и улучшить тяговую характеристику, что в итоге, должно было обеспечить повышение экономичности паровоза в целом. Основным заданием при проектировании нового паровоза было достижение максимального увеличения поверхности нагрева котла, пароперегревателя и площади колосниковой решётки, приведение в соответствие параметров котла и паровозной машины при условии увеличения давления на сцепные оси не свыше 17,5 т. В этой связи, проект предусматривал усиление конструкции главной рамы, узлов системы движущего механизма, и существенное удлинение топочной части котла, с учётом технологических возможностей заводов. Котёл паровоза Св был взаимозаменяем с котлом паровоза серии С. В этой связи, было решено обеспечить возможность использовать производственные штампы, имеющиеся на заводах, ранее выпускающих паровозы серии С. При проектировании котла удалось удачно подобрать соотношения между площадью колосниковой решётки, поверхностью и объёмом топки и общей поверхностью нагрева котла. Удлинение топочной части котла достигалось удлинением шинельных листов кожуха и огневой коробки, с сохранением неизменной ширины топки. В результате, колосниковая решётка была удлинена до 3040 мм, с соответствующим увеличением её площади с 3,8 м² до 4,73 м². Длина дымогарных и жаровых труб между решётками оставлена без изменений, как на серии С; длина дымовой коробки увеличена на 500 мм, что в сочетанием с удлинением топки привело к увеличению общей длины котла на 1,244 мм и увеличению веса, по сравнению с котлом паровоза серии С — на 1200 кг (для варианта со стальной топкой) и на 1800 кг (для варианта с медной топкой). Значительному усилению подвергся пароперегреватель: вместо 4-трубного пароперегревателя системы «Шмидта» — применён 6-трубный, однооборотный пароперегреватель системы «Чусова»; в этой связи, вместо 24, были установлены 32 жаровые трубы. Основные размеры паровозной машины оставлены такими же, как у паровоза серии Св, но с учётом увеличения рабочего котлового давления с 12 до 13 атм, и следовательно увеличения усилия на поршневых штоках, потребовалось соответственно усилить конструкцию деталей узлов движущего и парораспределительного механизмов. Были заново спроектированы: будка машиниста — закрытого «Сормовского» типа (впервые применённая на паровозе серии С), площадки расположенные вдоль котла. С учётом вносимых конструктивных изменений, по сравнению с Св: площадь колосниковой решётки возросла на 24 %; поверхность нагрева пароперегревателя возросла на 40 %; при уменьшении общей испаряющей поверхности нагрева котла (ввиду уменьшения числа дымогарных труб) — полная поверхность нагрева (котла и пароперегревателя) возросла более чем на 4 %(за счёт увеличения площади нагрева пароперегревателя); проектная (расчётная) нагрузка на оси составила: на переднюю бегунковую ось — 12,5 т; на каждую из трёх движущих осей — по 17,5 т; на заднюю поддерживающую ось — 16,5 т; В результате, проектный общий вес паровоза, по сравнению с паровозами серии С и Св, возрос, соответственно с 75,8 т, и 76,8 т. — до 81,5 т.; сила тяги (по сравнению с паровозом С) возросла на 11,4 % (за счёт увеличения сцепного веса).
Паровозный тендер, по сравнению с тендером Св подвергся существенное конструктивной переработке: главная рама и водяной бак, угольный бункер — сохранены без существенных изменений в размерах, но при этом — оборудована контр-будка, и вместо тележек поясного типа системы «Даймонд», применены двухосные тележки с цельно литыми рамами, с двойным рессорным подвешиванием, имеющими значительно улучшенные динамические характеристики.

## Техническое описание

### Вариант 1925 г. (проект «152»)
По сравнению с прототипом (Св): была увеличена длина топки и площадь колосниковой решётки (с 3,8 до 4,73 м²); увеличены длина дымовой коробки на 0,5 м и число жаровых труб с 24 до 32, при одновременном уменьшении числа дымогарных труб со 170 до 135; четырёхтрубный, двухоборотный перегреватель Шмидта заменен на перегреватель системы Чусова (при этом площадь перегревателя увеличилась с 51,5 до 72,6 м², а испаряющая поверхность нагрева котла уменьшилась с 207,2 до 199 м²). В целях увеличения объёма зольника, по сравнению с Св, высота оси котла поднята с 2900 до 3200 мм; рабочее котловое давление повышено с 12 до 13 кгс/см²; оси колёсных пар перепроектированы с колеи шириной 1435 мм на нормальную колею 1524 мм.

#### Котёл
Топочная часть котла: выполнена по схеме Бельпера, с вертикально расположенными боковыми листами кожуха и наклонными ухватным и лобовыми листами, верхняя часть лобового листа кожуха выполнена вертикальной. По проекту 1925 г. — топка спроектирована и выполнена стальной, с медной огневой решёткой, шинельный лист выполнен составным из трёх частей, с расположением листов поперёк прокатки, боковые листы топки соединены с верхним потолочным листом при помощи боковых продольных однорядных заклёпочных швов — внахлёстку. Указанные швы расположены между третьим и четвёртым рядами связей, считая от верха. Верхний потолочный лист кожуха топки соединён с боковыми листами заклёпочным швом с двумя накладками, с двойным рядом заклёпок, расположенных в шахматном порядке. Через эти накладки проходят горизонтальные скрепляющие тяги. Радиус загиба потолка топки по бокам уменьшен с 210 мм (у паровоза С), до 165 мм. Внизу, листы кожуха и огневой коробки соединены с литой стальной топочной рамой двойным рядом заклёпок в шахматном порядке. Стенки топки и кожуха скреплены обычными жёсткими топочными связями (1265 шт.), изготовленными из высококачественной мягкой стали марки СТ-1.
Цилиндрическая часть котла: состоит из трёх барабанов, передний и задний барабаны имеют внутренний диаметр 1600 мм, средний барабан имеет диаметр 1568 мм. Длина переднего барабана — 1874 мм, среднего — 1794 мм, заднего — 1743 мм. Барабаны цилиндрической части соединены между собой внахлёстку трёхрядными заклёпочными швами с шахматным расположением заклёпок; задний барабан соединён со смычным листом кожуха топки внахлёстку двухрядным шахматным швом. Продольные швы цилиндрической части котла, соединяющие края листов барабанов, выполнены впритык с двумя накладками толщиной 13 мм, наружной узкой — с двухрядным швом, и внутренней широкой — с трёхрядным швом. Продольные швы расположены в верхней части барабанов, в паровом пространстве.
Передняя трубная решётка толщиной 25 мм выполнена штампованной, соединена с передним барабаном однорядным заклёпочным швом. Верхняя часть передней решётки скреплена с цилиндрической частью котла при помощи контрфорса, склёпанного из трёх листов.
Дымовая коробка выполнена из трёх стальных листов толщиной 11 мм, соединённых между собой накладками с внутренней стороны. Внизу, с внутренней стоны, стенка дымовой коробки усилена накладным листом толщиной 13 мм (в месте прикрепления дымовой коробки к передней опоре котла). Внутренний диаметр коробки — 1730 мм, длина — 2350 мм (проект 1925 г.); 2250 мм (проект 1926 г.). Листы дымовой коробки соединены с передним барабаном цилиндрической части котла двойным заклёпочным швом через посредство кольца шириной 83 мм и толщиной 49 мм. Фронтонный лист дымовой коробки толщиной 13 мм, выполнен с высадкой (загибом) по периметру дверного выреза диаметром — 1554 мм, в целях придания ему большей жёсткости (для обеспечения герметичности прилегания дверцы дымовой коробки).

#### Сведения о постройке паровозов серии Су«Первого выпуска», вариант 1925 г.
| Год выпуска   | Завод        | Количество, ед. | Инвентарные номера НКПС.               |
| ------------- | ------------ | --------------- | -------------------------------------- |
| 1924 г.       | Коломенский. | 4               | Су96-37÷Су96-40                        |
| 1925÷1926 гг. | Коломенский  | 16              | Су96-41÷Су96-56                        |
| 1925÷1926 гг. | Сормовский   | 18              | Су96-19÷Су96-36, присвоена серия: Сут. |
| 1925÷1926 гг. | Брянский     | 18              | Су96-01÷Су96-18, присвоена серия: Сут. |
| 1925÷1926 гг. | Луганский    | 36              | Су96-57÷Су96-92                        |
| 1925÷1926 гг. | Харьковский  | 18              | Су96-93÷Су96-99; Су97-01÷Су97-11       |

### Вариант 1926 г. (проект «153»)
Паровозы первой партии (110 штук) построенные по проекту 1925 г. (заказ 1925 г.) начавшие поступать на дороги в 1925 г., имели осевые нагрузки превышающие проектные. Особенно тяжёлыми оказались 35 паровозов постройки Брянского и Сормовского заводов, имеющие осевую нагрузку до 19 т. — недопустимую для задней сцепной оси при больших скоростях для наиболее распространённых на сети дорог рельсов типа III-а. Когда в ходе постройки этих паровозов, был поднят вопрос об их оборудовании для нефтяного отопления, выяснилось, что в этом случае нагрузка на заднюю поддерживающую ось (и без того перегруженную) может достичь величины 21 т, что значительно превышало допустимую нагрузку на верхнее строение пути. Поэтому НКПС потребовал внести изменения в первоначальный проект 1925 г., с целью обеспечения возможности установки котла с медной топкой (вместо стальной) и оборудовать её нефтяным отоплением, при условии обеспечения допустимого, проектного увеличения веса медной топки с нефтяным отоплением — свыше 2 т. Переработанный проект 1926 г. обеспечил снижение конструктивного веса паровоза и перераспределение веса паровоза по осям, для разгрузки задней поддерживающей оси, путём введения следующих конструктивных изменений:
- котёл сдвинут вперёд на 150 мм, и его ось (для обеспечения зазора между ухватным листом топки и бандажами задних сцепных колёс) поднята на 100 мм;
- топка котла, при сохранении всех проектных геометрических параметров, выполнена полностью из медных листов;
- дымовая коробка котла укорочена на 150 мм (в зоне между первым барабаном котла и осью дымовой трубы);
- облегчена конструкция: междурамных скреплений, боковых полотнищ главной рамы (путём изменения их конфигурации по периметру в районе топки (между задней поддерживающей осью и стяжным ящиком) и в районах буксовых вырезов сцепных осей, опор топки, дымовой коробки котла (за счёт укорочения), осей, колёс, будки машиниста и площадок;
- изменена схема рессорного подвешивания ведущей (второй) и третьей сцепных осей колёсных пар — с верхней на нижнюю;

### Вариант (проект 1932 г.)
Практика эксплуатации значительного количества паровозов Су построенных по проекту 1926 г., выявила ряд их конструктивных недостатков, снижающих эксплуатационные показатели этих паровозов. В этой связи, а также в связи с началом широкого внедрения в технологию советского паровозостроения сварки, в 1931 г. рабочие чертежи паровоза подверглись очередному пересмотру, с внесением существенных конструктивных изменений, в частности:
- топочная часть котла выполнена стальной;
- увеличен диаметр барабанов цилиндрической части котла на 60 мм, с целью устранения верхнего перегиба смычного листа между задним барабаном котла и потолком кожуха топки (по аналогии с паровозами серий Лп, Эу, М) при этом ось котла поднялась на 30 мм, и высота оси котла над головкой рельса составила — 3330 мм;
- изменена конструкция сухопарного колпака, который в своей цилиндрической части выполнен сварным;
- изменена конструкция фронтонного листа дымовой коробки и дверки фронтонного листа, которая производилась в трёх конструктивных вариантах;
- изменена конструкция дымовой трубы;
- установлен унифицированный чугунный паровой свисток (вместо медного с мелодичным «флейтовым» звучанием);
- изменена конструкция переднего буферного бруса с целью его усиления;
- изменена конфигурация облегчающих вырезов в полотнищах главной рамы, над передней тележкой (вместо круглых — овальные);
- применён иной паровозный тендер (конструктивно аналогичный тендеру паровоза серии С, но с несколько видоизменённой контрбудкой); в процессе серийного производства конструкция тендера неоднократно подвергалась несущественным конструктивным изменениям.

### Вариант (проект 1934 г.)
По сравнению с проектом 1932 г. внесены следующие конструктивные изменения:
- внесены изменения в конструкцию топочной части котла;
- часть паровозов этого проекта выпущена с котлами, цилиндрическая часть которых была образована двумя, телескопически соединёнными, барабанами (вместо трёх);
- фронтонный лист дымовой коробки и его фронтонная дверка выполнены конструктивно, исключительно по аналогии с таковыми на паровозе серии ИС;
- применён зольник двух бункерной схемы (по аналогии с паровозом ФД);
- увеличен объём песочного бункера — установленного на цилиндрической части котла;
- под передним буферным брусом установлен путеочиститель;
- над задними поддерживающими колёсами установлены грязезащитные крылья;
- изменена конструкция будки машиниста: изменены расположение и размеры боковых окон; на крыше впервые установлен световой фонарь;
- применено жёсткое сцепления тендера с паровозом;
- применён специализированный тендер новой конструкции: с увеличенными: водяным баком и угольным бункером; с колёсными тележками новой конструкции, с двойным рессорным подвешиванием.

### Вариант (проект 1947 г.)
В отличие от проекта 1934 г. КМЗ, Сормовским заводом внесены следующие конструктивные изменения:
- изменена конструкция топочной части котла: применено однорядное заклёпочное соединение по периметру топочной рамы; установлены четыре дополнительные циркуляционные трубы;
- на некоторых паровозах установлена укороченная дымовая труба;
- на некоторых паровозах вырез фронтонного листа и соответственно малая дверка — смещены влево;
- установлен паро-воздушный насос двойного действия (Компаунд) системы Руденко;
- на некоторых паровозах — центры бегунковых колёс выполнены дисковыми, с радиально расположенными круглыми облегчающими отверстиями;
- применён унифицированный тендер типа «П-27», но с индивидуальным исполнением (в районе контрбудки фальшборта тендера увеличены по высоте).

## Сохранившиеся паровозы

### В рабочем состоянии
- Су206-56 — Санкт-Петербург, (открытая площадка Центрального музея железнодорожного транспорта в пгт. Лебяжье).
- Су213-58 – Депо им. Ильича, Москва.
- Су250-64 — Ростов-на-Дону (в зимнее время — экспозиционная площадка музея истории Северо-Кавказской железной дороги на ст. Гниловская, в остальное время используется в ретро-движении).
- Су250-74 — Санкт-Петербург, ТЧЭ-12 Санкт-Петербург-Финляндский. Прошел ремонт в депо Тихорецкая 07.2017 г. Используется в ретро-движении с пригородным поездом Бологое - Осташков.
- Су252-20 — Тихорецк, капитальный ремонт. В 2016 году будет поставлен на ход и использоваться в ретро-движении. Ранее данный паровоз был установлен в качестве памятника на ст. Батайск.
- Су251-58 — Санкт-Петербург, (открытая площадка Центрального музея железнодорожного транспорта в пгт. Лебяжье).
- Су251-86 — ст. Цветково, Одесская железная дорога, Украина.

### В музеях
- Су250-94 — Ташкентский железнодорожный музей
- Су250-30 — Брестский железнодорожный музей
- Cy214-10 — Московский железнодорожный музей (с 1983 по 2009 годы стоял на постаменте у депо Москва-Пассажирская-Киевская). В настоящее время эксплуатируется в Санкт-Петербурге.
- Су252-21 — Донецкий железнодорожный музей (г. Донецк)
- Су252-94 — Хаапсалуский железнодорожный музей (Эстония)
- Су253-33 — Нижний Новгород, станция Сортировочная, музей «Советские паровозы».
- Су253-15 — Музей Октябрьской железной дороги
- Су213-42 — Новосибирский музей железнодорожной техники
- Су208-79 с

госпитальным вагоном и
ж/д платформой- музей "Военная горка" г. Темрюк 
Су 252-17 На станции "Гомель-четный" памятник

### Паровозы-памятники

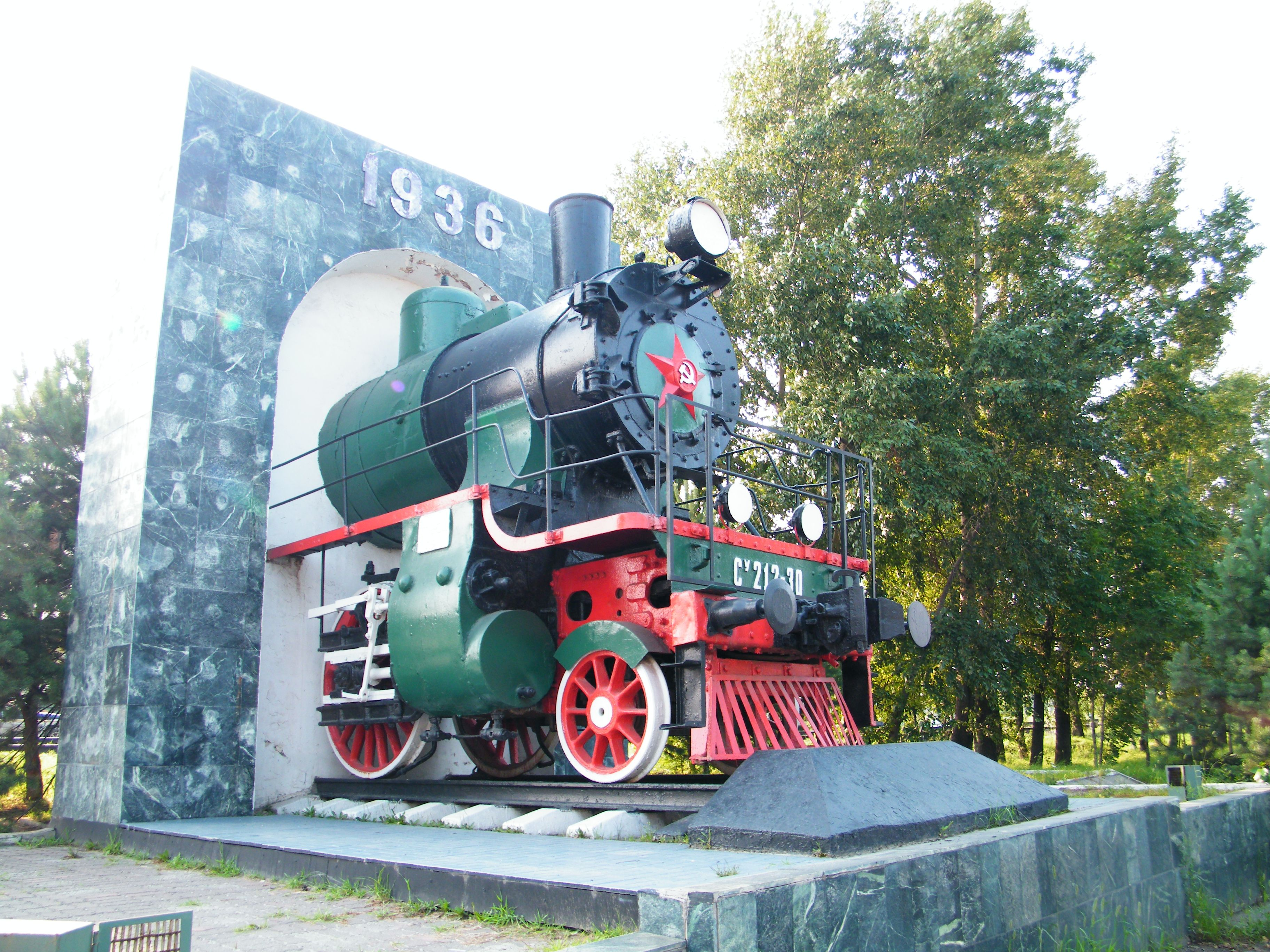
С^{у}212-30, паровоз-памятник в Хабаровске

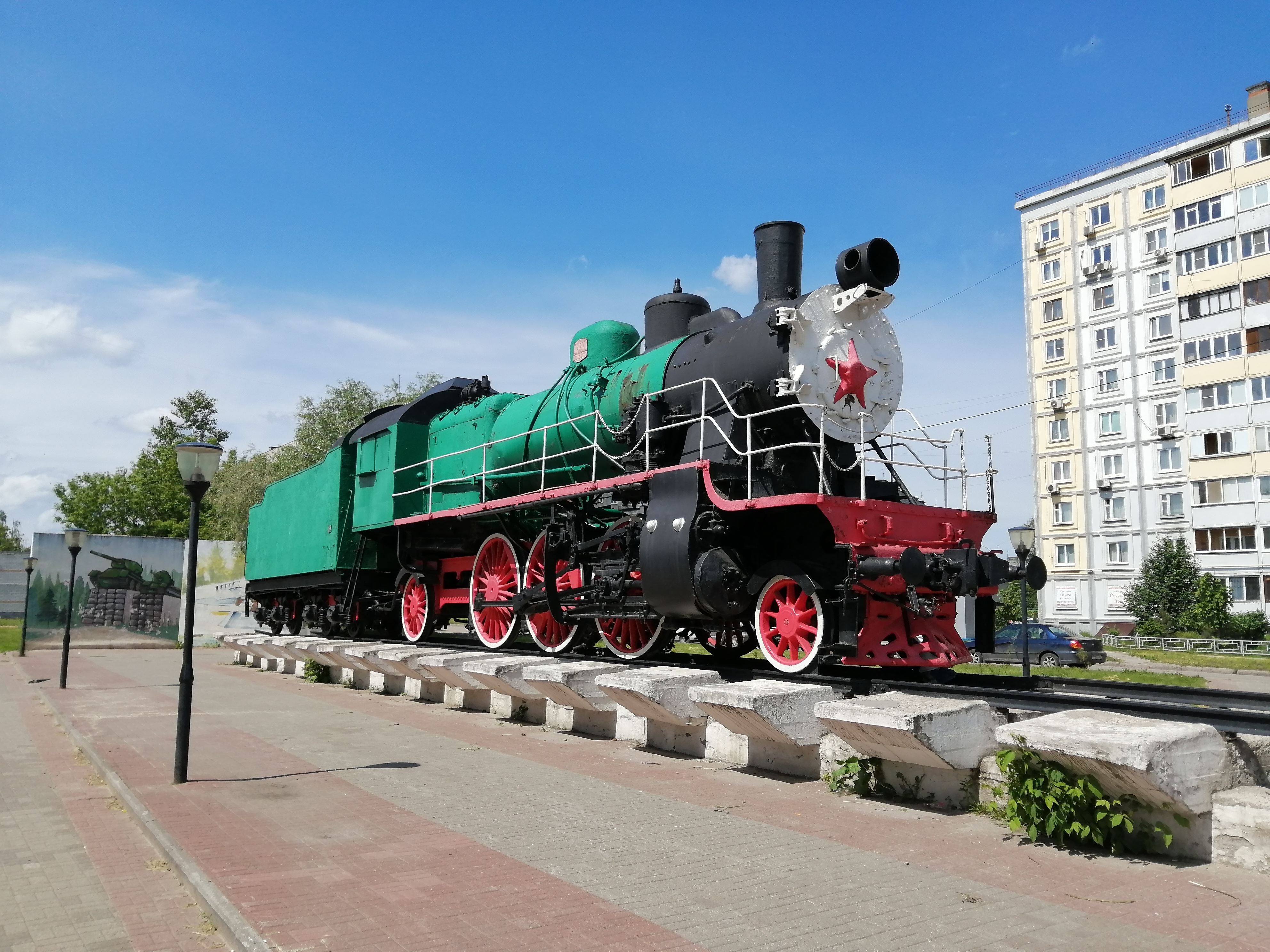
Су 251-32 №3535 установлен в Сормово, Нижний Новгород

- Су205-91 — станция Улан-Удэ Восточно-сибирской железной дороги .
- Су206-77 (Настоящий номер Су218-08) — Бендеры (Приднестровье), станция Бендеры-1[1].
- Су208-64 — Ржев, памятник ржевским железнодорожникам.
- Су211-75 — Старый Оскол (недалеко от вокзала).
- Су211-85 — Самара, у ТЧ Самара.
- Су212-30 (передняя часть) — Хабаровск, у локомотивного депо.
- Су213-89 — Пенза (недалеко от вокзала).
- Су214-33 — Калуга, станция Калуга-1. Представляет собой переднюю четвертую часть локомотива.
- Су215-50 — станция Тимашевская Северо-Кавказской железной дороги.
- Су215-68 — станция Хилок Забайкальской железной дороги.
- Су216-32 — станция имени Т. Г. Шевченко (г. Смела, Черкасская область, Украина).
- Су251-27 — Жмеринка, на территории локомотивного депо.
- Су251-32 — Сормовский район Нижнего Новгорода.
- Су251-98 — Валга (Эстония), недалеко от вокзала.
- Су252-17 — Гомель, станция Гомель Чётный, рядом с локомотивным депо.
- Су253-25 — Ковель, рядом с вокзалом.
- Су250-43 — Жлобин, станция Жлобин Пассажирский.

## Паровоз в кинофильмах
В отличие от паровозов Э, сохранившихся в СССР в большом количестве в рабочем состоянии и часто снимаемых, Су появлялись на экранах достаточно редко и практически только тогда, когда режиссёрам требовалось подчеркнуть парадный статус пассажирского поезда. В частности Су появлялись в следующих кинофильмах:
- «Город под липами» (на перегоне встречный Су таранит поезд с прорывающимся немецким десантом, в голове которого также Су)
- «Красные дипкурьеры»
- «Зеленые огни» (показан при развороте на поворотном круге в депо)
- «Над Тиссой»
- «Урок жизни» 1955 г. (Су 253-16 на 64:22-64:28, 67:12-67:15 минуте)
- «Девушка с характером» в эпизоде, где главная героиня случайно садится на аварийно остановившийся в неурочном месте поезд дальнего следования на Москву (подвыпивший пассажир сорвал стоп-кран)
- Подсолнухи - Су 205-07 (сцена посадки главной героини на поезд).
- Водил поезда машинист - паровозы этого типа с разных ракурсов, в движении и на ремонте в депо.